# Pallaskenry
Pallaskenry (irisch Pailís Chaonraí, dt. „Palisade des Kenry“) ist eine Stadt im County Limerick in der Republik Irland mit 610 Einwohnern (Stand: 2022).

## Lage
Pallaskenry liegt etwa 24 Kilometer (Fahrstrecke) westlich von Limerick zwischen dem Ästuar des Shannon im Norden und der N69 von Limerick kommend nach Askeaton und weiter nach Tralee. 

## Geschichte
Pallaskenry kann seinen Namen auf das Kenry Castle zurückführen. Heute werden die Reste als Shanpallas Castle benannt. Umgeben wird Pallaskenry im Übrigen durch Cullam Castle, Ballyculhane Castle und Dromore Castle (errichtet 1866 bis 1873).

## Sehenswürdigkeiten

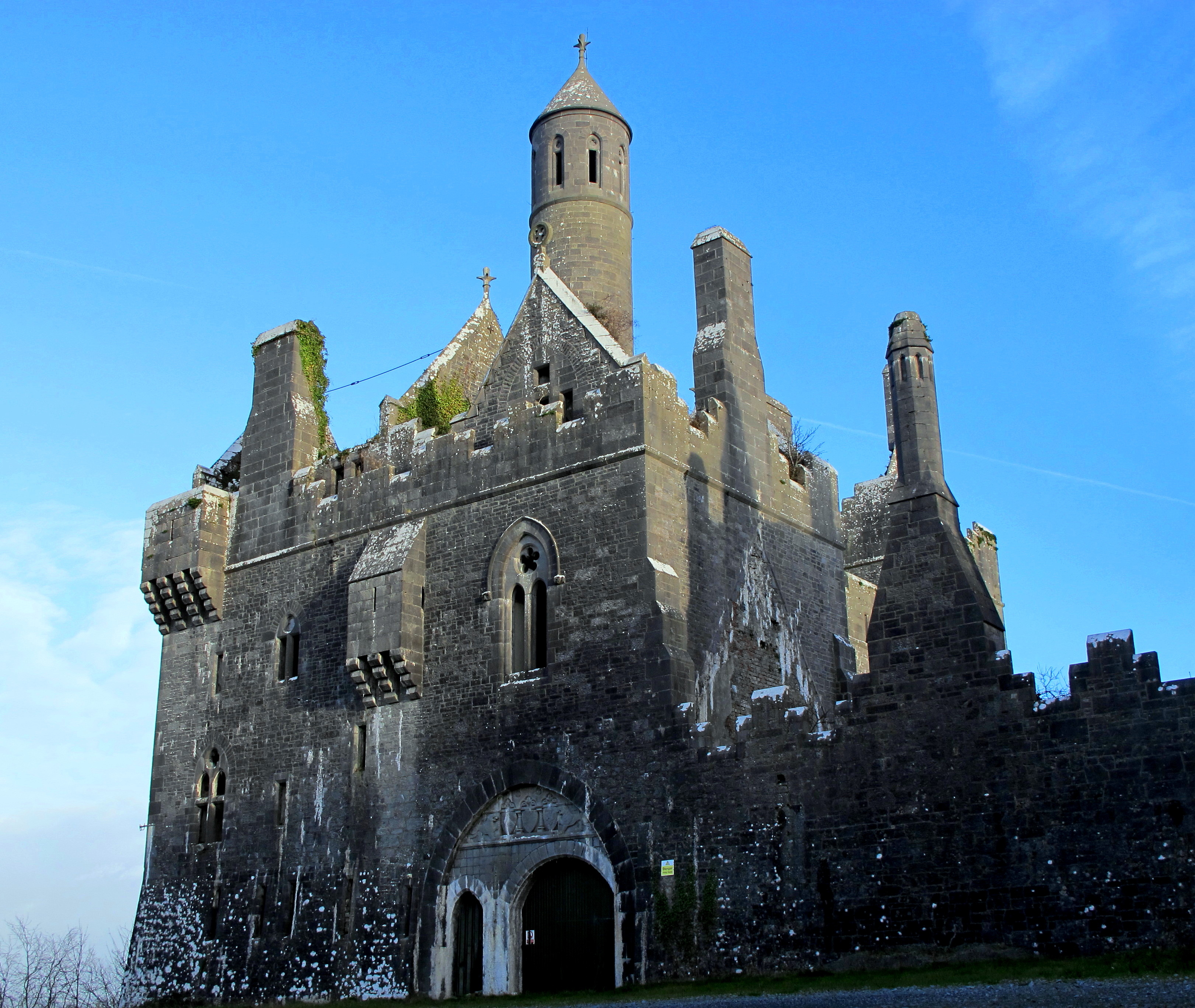
Dromore Castle
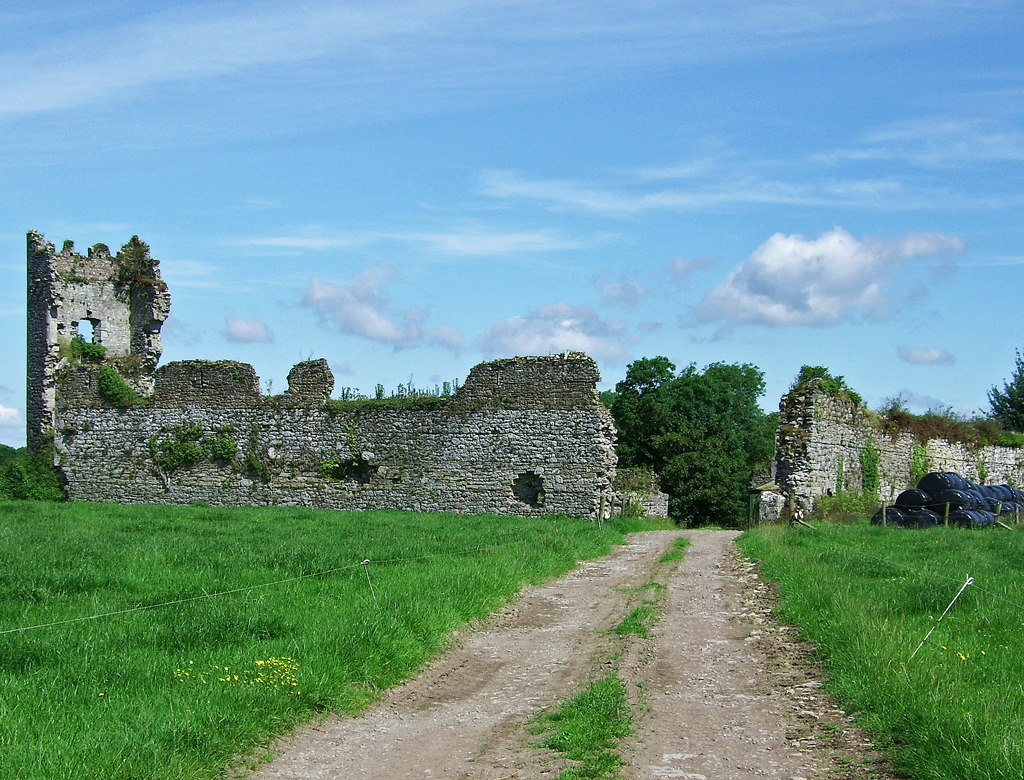
Shanpallas Castle (vormals Kenry Castle)

## Salesian Agricultural College
Etwas östlich von Pallaskenry liegt das 1920 gegründete Salesian Agricultural College. Es wird von den Salesianer Don Boscos geleitet. Zur landwirtschaftlichen Ausbildung werden 2,2 Quadratkilometer (550 acre) und 700 Stück Vieh vorgehalten.